# Фильм о вигилантах
Фильм о вигилантах — кинематографический жанр, в котором главный герой или главные герои занимаются поведением вигилантов, принимая закон в свои руки. Фильмы о вигилантах — как правило, фильмы о мести, в которых правовая система терпит неудачу, и главные герои становятся вигилантами. Фильм о вигилантах в последние годы часто пересекался с супергеройскими фильмами из-за историй происхождения персонажей, часто связанных с несправедливостью, совершённой против них.

## История
В США фильмы о вигилантах приобрели известность в 1970-х годах с такими фильмами, как «Жажда смерти» и «Грязный Гарри», оба из которых получили несколько продолжений. Фильм «Жажда смерти» был описан как официально начинающий жанр, вызвав множество дешевых имитаций и подделок, таких как «Каратели» и «Сила вигилантов», причём самым финансово успешным был «Мститель».
Los Angeles Times сообщил, что «Месть вигилантов была кинематографической темой десятилетия, процветающей на более респектабельных частях нового американского кино, даже когда она подпитывала многочисленные эксплуатационные фильмы», ссылаясь на «Таксиста» как на типичный пример жанра. В 2009 году сообщалось, что такие фильмы возвращаются после «сравнительно процветающих и миролюбивых 1990-х годов», с такими примерами, как «Широко шагая» (2004), «Смертный приговор» (2007) и «Законопослушный гражданин» (2009).

## В России
В Советском Союзе из-за государственной цензуры было невозможно снимать фильмы про вигилантов в общемировом смысле, хотя и было выпущено несколько «идеологически верных» фильмов о народных мстителях — «Неуловимые мстители», «Берегись автомобиля», «Ненависть». В русское кино жанр пришёл после начала Перестройки («Чаша терпения», «Псы», «Убийца») и набрал популярность в 1990-е на фоне роста преступности и социального неравенства («За последней чертой», «Америкэн бой», «Ворошиловский стрелок»). Героями подобных фильмов нередко становились ветераны Афганской или Чеченских войн. Из фильмов 2000-х к жанру относятся «Брат 2», «Война», «Антикиллер».

## Другие примеры
- Гладиатор (1986)[4]
- Ночной охотник (1996)[5]
- Человек-паук[6]
- Новый Человек-паук (2012)[4]
- Тёмный рыцарь: Возрождение легенды (2012)[4]
- Великий уравнитель (2014)
- Иностранец (2017)